# Nigel de Jong
Nigel de Jong (Amsterdam, 30 november 1984) is een Nederlands sportbestuurder en voormalig voetballer die doorgaans als verdedigende middenvelder speelde. De Jong was van 2004 tot 2015 international namens het Nederlands voetbalelftal, waarvoor hij eenentachtig interlands speelde en één doelpunt maakte. Hij vertegenwoordigde Nederland op de Europees kampioenschappen van 2008 en 2012 en de wereldkampioenschappen van 2010 en 2014. Op 4 januari 2023 maakte de KNVB bekend dat De Jong directeur Topvoetbal werd. Hij werd daarmee de opvolger van de vertrokken en Nico-Jan Hoogma

## Clubcarrière

### Ajax
De Jong begon met voetballen bij Neerlandia/SLTO en kwam na een talentendag in 1993 in de jeugdopleiding van Ajax terecht. Voor de Amsterdamse club maakte hij op 19 oktober 2002 zijn debuut in het profvoetbal, in een wedstrijd thuis tegen AZ die eindigde in 6-2. Zijn interlanddebuut volgde anderhalf jaar later, op 31 maart 2004, in wedstrijd tegen Frankrijk die eindigde in 0-0. De Jong viel na 69 minuten in voor toenmalig clubgenoot Rafael van der Vaart. De Jong speelde in zijn tijd bij Ajax met name als rechtsback en centraal op het middenveld, meestal met een aanvallende instelling. Hij werd eenmaal landskampioen met de club.

### Hamburger SV
Vanaf 26 januari 2006 werd De Jong herenigd met Van der Vaart. De Jong tekende een contract bij Hamburger SV. Ajax ontving een transfersom van ongeveer 3,5 miljoen euro voor zijn nog een half jaar doorlopende verbintenis. Onder trainer Huub Stevens werd hij daar omgeturnd tot een verdedigende middenvelder.

### Manchester City

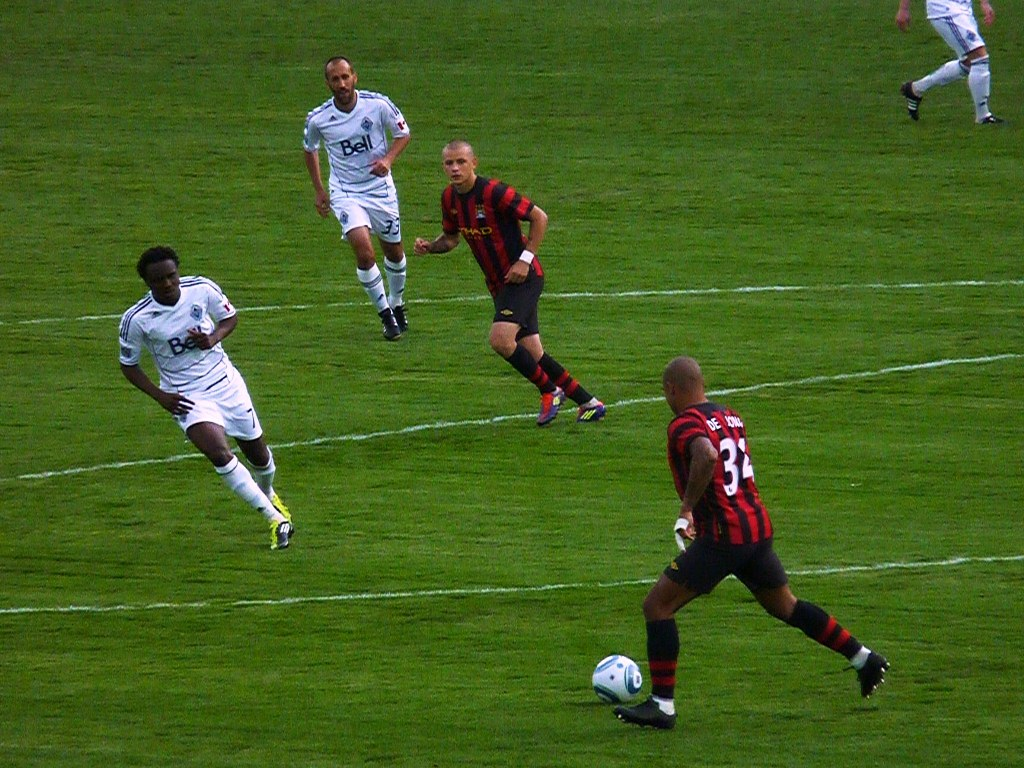
De Jong aan de bal namens Manchester City tegen Vancouver Whitecaps in een vriendschappelijk duel.

In januari 2009 bereikte De Jong een akkoord met het Engelse Manchester City. HSV ontving 19,5 miljoen euro voor de overgang, na Owen Hargreaves (25 miljoen) en Emerson (20 miljoen) was dat op dat moment het hoogste bedrag waarvoor een speler de Bundesliga verliet. De Jong tekende een contract in Manchester tot de winter van 2014. De hoogte van het transferbedrag werd bepaald door een clausule in zijn contract bij HSV waarin was bepaald dat hij in de zomer van 2009 de club voor 7,5 miljoen mocht verlaten. Met Manchester City pakte hij de Engelse landstitel en de FA Cup.

### AC Milan
Op de slotdag van de transfermarkt in de zomer van 2012 verkaste De Jong naar AC Milan, de club betaalde zo'n 3,5 miljoen voor hem aan Manchester City. In Manchester kon De Jong niet meer rekenen op een basisplaats.
Met zijn transfer naar Milan werd De Jong de vijftiende Nederlander in de historie die speelde voor Milan. Op 1 september 2012 debuteerde hij voor AC Milan in de Serie A-uitwedstrijd tegen Bologna. Hij kwam vlak voor rust in het veld voor Riccardo Montolivo.
In de wedstrijd tegen Torino (9 december 2012) met AC Milan scheurde De Jong zijn achillespees. Hij zou de rest van het seizoen 2012/2013 niet of nauwelijks meer kunnen spelen. Door deze blessure miste hij onder andere de oefeninterland Nederland-Italië op 6 februari 2013. Op 20 augustus 2013 speelde Nigel de Jong zijn eerste wedstrijd voor AC Milan na zijn langdurige blessure, in de play-off ronde van de Champions League uit bij PSV (1–1).
De Jong begon het seizoen 2015/16 als aanvoerder van Milan maar na twee competitieduels liet trainer Sinisa Mihajlovic weten dat hij zou gaan rouleren met De Jong. Hij wou op de plek van De Jong vaker gebruik gaan maken van de offensief ingestelde Riccardo Montolivo. Op 13 december 2015 maakte De Jong voor het eerste sinds eind september weer minuten voor Milan in een thuiswedstrijd tegen Hellas Verona (1–1). In de 56e minuut kreeg hij een directe rode kaart. Op 1 februari 2016 werd het contract van De Jong bij Milan per direct ontbonden. In een verklaring bedankte Milan De Jong voor zijn professionaliteit en toewijding.

### LA Galaxy
Na de ontbinding van zijn contract bij Milan tekende hij op 3 februari 2016 een contract bij het Amerikaanse Los Angeles Galaxy, waar op dat moment ook voormalig Engels internationals Ashley Cole en Steven Gerrard, de Ier Robbie Keane en de Belgische oud-Ajacied Jelle Van Damme onder contract stonden. De Jong maakte zijn officiële debuut op 24 februari 2016. Op die dag speelde LA Galaxy de heenwedstrijd tegen het Mexicaanse Santos Laguna in de kwartfinale van de CONCACAF Champions League. De wedstrijd eindigde in 0-0. De return werd met 4-0 verloren waarmee De Jong met zijn ploeg was uitgeschakeld. Het competitiedebuut van De Jong in de Major League Soccer verliep succesvol. Met de middenvelder in de gelederen behaalde Los Angeles Galaxy op 6 maart een overtuigende 4-1 zege op DC United door treffers van Daniel Steres, Mike Magee (twee keer) en routinier Robbie Keane.

### Galatasaray
Na een korte periode als speler van Los Angeles Galaxy verkaste hij op 31 augustus 2016 transfervrij naar Galatasaray SK, en tekende daar een tweejarig contract. Die club en hij ontbonden op 5 januari 2018 in onderling overleg zijn contract nadat hij in de eerste helft van het seizoen 2017/18 nog geen minuut in actie was gekomen.

### Mainz
In januari 2018 keerde De Jong terug naar Duitsland. Hij tekende een contract tot het eind van het seizoen bij 1. FSV Mainz 05.

### Qatar
Na een halfjaar in dienst van Mainz te hebben gespeeld tekende De Jong een eenjarig contract bij Al-Ahli in Qatar. Het contract werd niet verlengd en De Jong maakte een jaar later, in augustus 2019, de overstap naar competitiegenoot Al-Shahania. Hier speelde hij ook een seizoen. In juli 2021 stopte De Jong officieel als voetballer.

## Carrièrestatistieken
| Seizoen         | Club            |                           | Competitie      | Competitie | Competitie | Beker | Beker | Internationaal | Internationaal | Overig | Overig | Totaal | Totaal |
| Seizoen         | Club            | Wed.                      | Competitie      | Dlp.       | Wed.       | Dlp.  | Wed.  | Dlp.           | Wed.           | Dlp.   | Wed.   | Dlp.   |        |
| --------------- | --------------- | ------------------------- | --------------- | ---------- | ---------- | ----- | ----- | -------------- | -------------- | ------ | ------ | ------ | ------ |
| 2002/03         | Ajax            | Vlag van Nederland        | Eredivisie      | 17         | 0          | 1     | 0     | 10             | 1              | 0      | 0      | 28     | 1      |
| 2003/04         | Ajax            | Vlag van Nederland        | Eredivisie      | 32         | 1          | 1     | 0     | 5              | 0              | —      | —      | 38     | 1      |
| 2004/05         | Ajax            | Vlag van Nederland        | Eredivisie      | 31         | 5          | 2     | 0     | 8              | 1              | 1      | 0      | 42     | 6      |
| 2005/06         | Ajax            | Vlag van Nederland        | Eredivisie      | 16         | 2          | 1     | 0     | 7              | 3              | 1      | 0      | 25     | 5      |
| Club totaal     | Club totaal     | Club totaal               | Club totaal     | 96         | 8          | 5     | 0     | 30             | 5              | 2      | 0      | 133    | 13     |
| 2005/06         | Hamburger SV    | Vlag van Duitsland        | Bundesliga      | 12         | 1          | 0     | 0     | 3              | 0              | —      | —      | 15     | 1      |
| 2006/07         | Hamburger SV    | Vlag van Duitsland        | Bundesliga      | 18         | 0          | 1     | 0     | 5              | 1              | 1      | 0      | 25     | 1      |
| 2007/08         | Hamburger SV    | Vlag van Duitsland        | Bundesliga      | 29         | 1          | 3     | 1     | 11             | 1              | —      | —      | 43     | 3      |
| 2008/09         | Hamburger SV    | Vlag van Duitsland        | Bundesliga      | 7          | 0          | 2     | 0     | 2              | 0              | —      | —      | 11     | 0      |
| Club totaal     | Club totaal     | Club totaal               | Club totaal     | 66         | 2          | 6     | 1     | 21             | 2              | 1      | 0      | 94     | 5      |
| 2008/09         | Manchester City | Vlag van Engeland         | Premier League  | 16         | 0          | 0     | 0     | 0              | 0              | —      | —      | 16     | 0      |
| 2009/10         | Manchester City | Vlag van Engeland         | Premier League  | 34         | 0          | 8     | 0     | —              | —              | —      | —      | 42     | 0      |
| 2010/11         | Manchester City | Vlag van Engeland         | Premier League  | 32         | 1          | 4     | 0     | 5              | 0              | —      | —      | 41     | 1      |
| 2011/12         | Manchester City | Vlag van Engeland         | Premier League  | 21         | 1          | 5     | 1     | 9              | 0              | 1      | 0      | 36     | 2      |
| 2012/13         | Manchester City | Vlag van Engeland         | Premier League  | 1          | 0          | 0     | 0     | 0              | 0              | 1      | 0      | 2      | 0      |
| Club totaal     | Club totaal     | Club totaal               | Club totaal     | 104        | 2          | 17    | 1     | 14             | 0              | 2      | 0      | 137    | 3      |
| 2012/13         | AC Milan        | Vlag van Italië           | Serie A         | 12         | 1          | 0     | 0     | 4              | 0              | —      | —      | 16     | 1      |
| 2013/14         | AC Milan        | Vlag van Italië           | Serie A         | 33         | 2          | 1     | 0     | 10             | 0              | —      | —      | 44     | 2      |
| 2014/15         | AC Milan        | Vlag van Italië           | Serie A         | 29         | 3          | 1     | 1     | —              | —              | —      | —      | 30     | 4      |
| 2015/16         | AC Milan        | Vlag van Italië           | Serie A         | 5          | 0          | 1     | 0     | —              | —              | —      | —      | 6      | 0      |
| Club totaal     | Club totaal     | Club totaal               | Club totaal     | 79         | 6          | 3     | 1     | 14             | 0              | 0      | 0      | 96     | 7      |
| 2016            | LA Galaxy       | Vlag van Verenigde Staten | MLS             | 18         | 0          | 1     | 0     | 2              | 0              | —      | —      | 21     | 0      |
| Club totaal     | Club totaal     | Club totaal               | Club totaal     | 18         | 0          | 1     | 0     | 2              | 0              | 0      | 0      | 21     | 0      |
| 2016/17         | Galatasaray     | Vlag van Turkije          | Süper Lig       | 18         | 1          | 6     | 0     | 0              | 0              | —      | —      | 24     | 1      |
| 2017/18         | Galatasaray     | Vlag van Turkije          | Süper Lig       | 0          | 0          | 0     | 0     | 0              | 0              | —      | —      | 0      | 0      |
| Club totaal     | Club totaal     | Club totaal               | Club totaal     | 18         | 1          | 6     | 0     | 0              | 0              | 0      | 0      | 24     | 1      |
| 2017/18         | Mainz 05        | Vlag van Duitsland        | Bundesliga      | 11         | 0          | 1     | 0     | 0              | 0              | —      | —      | 12     | 0      |
| Club totaal     | Club totaal     | Club totaal               | Club totaal     | 11         | 0          | 1     | 0     | 0              | 0              | 0      | 0      | 12     | 0      |
| 2018/19         | Al-Ahli         | Vlag van Qatar            | Qatari League   | 21         | 4          | 0     | 0     | 0              | 0              | —      | —      | 21     | 4      |
| Club totaal     | Club totaal     | Club totaal               | Club totaal     | 21         | 4          | 0     | 0     | 0              | 0              | 0      | 0      | 21     | 4      |
| 2019/20         | Al-Shahania SC  | Vlag van Qatar            | Qatari League   | 22         | 0          | 0     | 0     | 0              | 0              | —      | —      | 22     | 0      |
| Club totaal     | Club totaal     | Club totaal               | Club totaal     | 22         | 0          | 0     | 0     | 0              | 0              | 0      | 0      | 22     | 0      |
| Carrière totaal | Carrière totaal | Carrière totaal           | Carrière totaal | 445        | 23         | 39    | 3     | 80             | 7              | 5      | 0      | 561    | 32     |

Bijgewerkt t/m 6 juni 2021

## Interlandcarrière

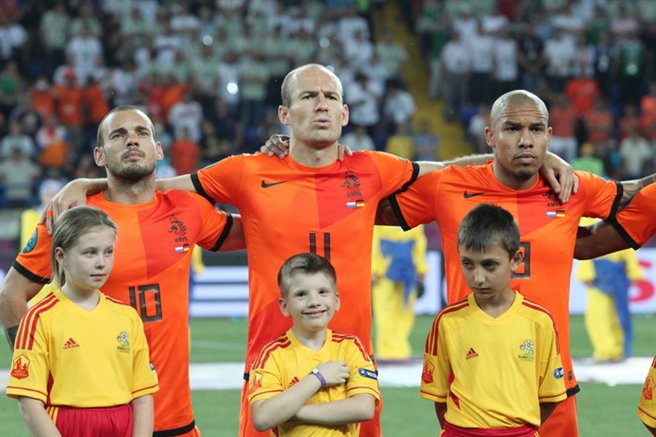
Sneijder, Robben en De Jong voorafgaand aan de EK-ontmoeting met Duitsland.

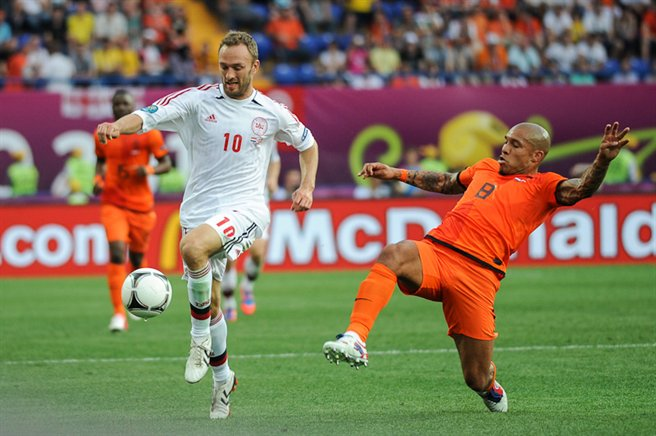
De Jong in duel met Dennis Rommedahl op het EK 2012.

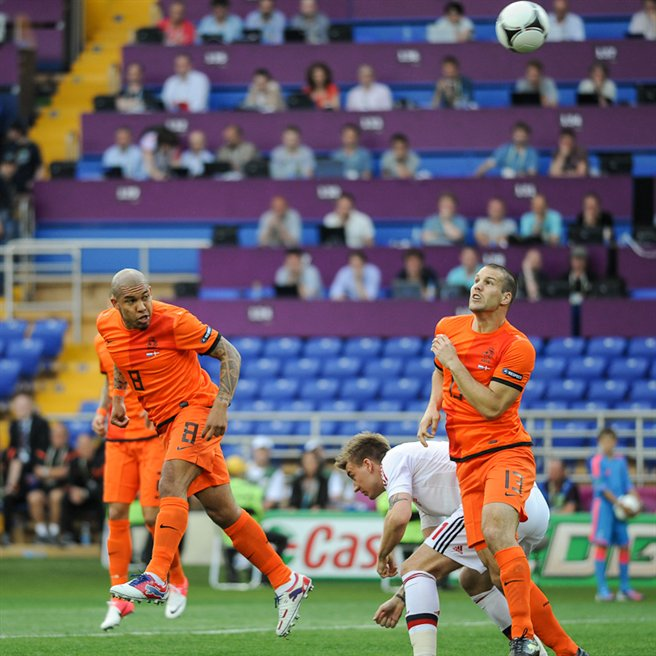
De Jong in actie met Ron Vlaar op het EK 2012.

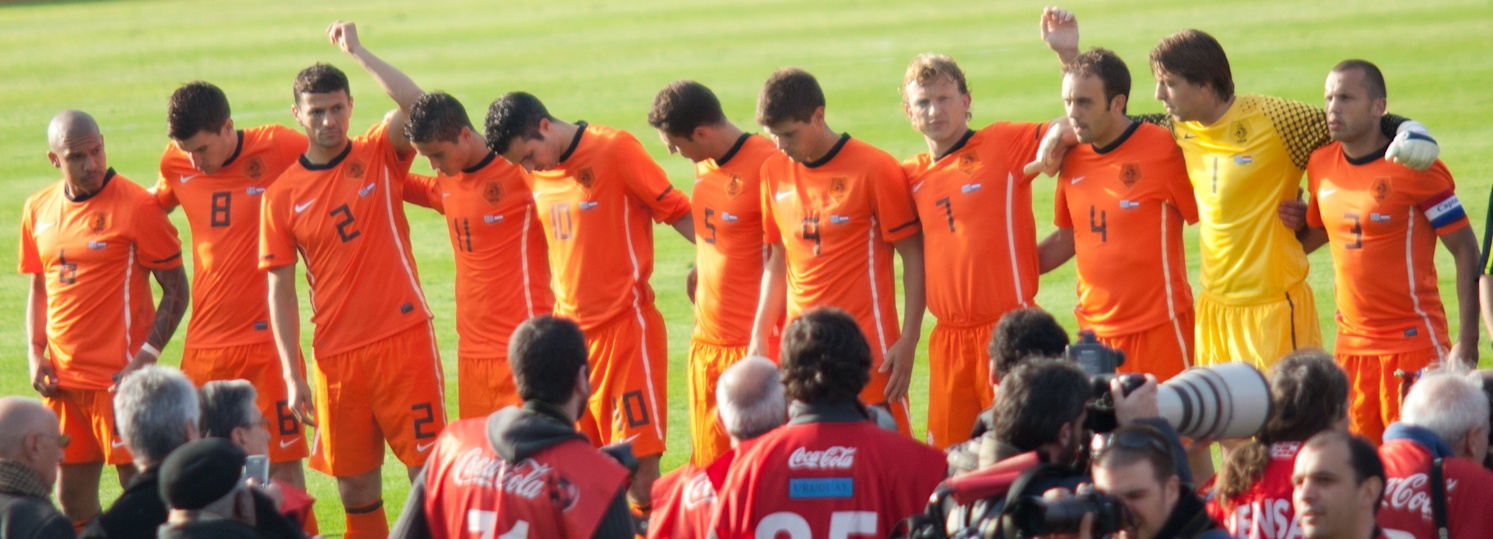
Het Nederlands elftal voorafgaand aan een interland met Uruguay in 2011, met De Jong helemaal links.

### Jeugdelftallen
De Jong begon zijn loopbaan als jeugdinternational bij het Nederlands elftal voor spelers onder 16 jaar. Voor dit elftal kwam hij in 1999 eenmalig in actie. Met Nederland onder 17 nam hij in 2001 deel aan het EK voor spelers onder 17 jaar in Engeland. De groepsfase van dit toernooi werd door Nederland onder 17 echter niet overleefd. Met Nederland onder 19 wist hij zich niet te kwalificeren voor het EK onder 19 in 2002 en 2003.
| Jeugdinterlands van Nigel de Jong | Jeugdinterlands van Nigel de Jong | Jeugdinterlands van Nigel de Jong | Jeugdinterlands van Nigel de Jong | Jeugdinterlands van Nigel de Jong | Jeugdinterlands van Nigel de Jong |
| Team (№ interlands)               | Datum                             | Wedstrijd                         | Uitslag                           | Soort Wedstrijd                   | Doelpunten                        |
| Als speler bij Ajax               | Als speler bij Ajax               | Als speler bij Ajax               | Als speler bij Ajax               | Als speler bij Ajax               | Als speler bij Ajax               |
| --------------------------------- | --------------------------------- | --------------------------------- | --------------------------------- | --------------------------------- | --------------------------------- |
| Onder 16 (1.)                     | 24 november 1999                  | Nederland – België                | 2 – 1                             | Vriendschappelijk                 |                                   |
| Onder 17 (1.)                     | 12 maart 2001                     | Griekenland – Nederland           | 1 – 1                             | Vriendschappelijk                 |                                   |
| Onder 17 (2.)                     | 14 maart 2001                     | Griekenland – Nederland           | 2 – 1                             | Vriendschappelijk                 |                                   |
| Onder 17 (3.)                     | 28 maart 2001                     | Nederland – Zweden                | 1 – 1                             | Vriendschappelijk                 |                                   |
| Onder 17 (4.)                     | 23 april 2001                     | Nederland – Turkije               | 0 – 1                             | EK 2001 groepsfase                |                                   |
| Onder 17 (5.)                     | 25 april 2001                     | Nederland – Polen                 | 2 – 0                             | EK 2001 groepsfase                |                                   |
| Onder 17 (6.)                     | 27 april 2001                     | Rusland – Nederland               | 0 – 0                             | EK 2001 groepsfase                |                                   |
| Onder 19 (1.)                     | 9 oktober 2001                    | België – Nederland                | 1 – 2                             | Vriendschappelijk                 |                                   |
| Onder 19 (2.)                     | 24 oktober 2001                   | Italië – Nederland                | 3 – 0                             | Vriendschappelijk                 |                                   |
| Onder 19 (3.)                     | 10 november 2001                  | Albanië – Nederland               | 1 – 8                             | Kwalificatie EK 2002              |                                   |
| Onder 19 (4.)                     | 12 november 2001                  | San Marino – Nederland            | 7 – 0                             | Kwalificatie EK 2002              |                                   |
| Onder 19 (5.)                     | 14 november 2001                  | Nederland – Frankrijk             | 2 – 1                             | Kwalificatie EK 2002              |                                   |
| Onder 19 (6.)                     | 26 februari 2002                  | Marokko – Nederland               | 0 – 1                             | Vriendschappelijk                 |                                   |
| Onder 19 (7.)                     | 20 maart 2002                     | Nederland – Ierland               | 1 – 2                             | Kwalificatie EK 2002              |                                   |
| Onder 19 (8.)                     | 10 april 2002                     | Ierland – Nederland               | 0 – 0                             | Kwalificatie EK 2002              |                                   |
| Onder 19 (9.)                     | 2 september 2002                  | Joegoslavië – Nederland           | 3 – 0                             | Vriendschappelijk                 |                                   |
| Onder 19 (10.)                    | 3 september 2002                  | Nederland – Israël                | 2 – 2                             | Vriendschappelijk                 | 14'                               |
| Onder 19 (11.)                    | 11 oktober 2002                   | Turkije – Nederland               | 1 – 1                             | Kwalificatie EK 2003              |                                   |
| Onder 19 (12.)                    | 13 oktober 2002                   | Letland – Nederland               | 0 – 4                             | Kwalificatie EK 2003              |                                   |
| Onder 19 (13.)                    | 15 oktober 2002                   | Nederland – Finland               | 3 – 0                             | Kwalificatie EK 2003              |                                   |

Jong Oranje
Op 19 november 2002 debuteerde De Jong voor Jong Oranje in een vriendschappelijke wedstrijd tegen Jong Duitsland die met 4-1 werd verloren. De Jong wist zich met Jong Oranje niet te kwalificeren voor het EK in Zwitserland. Hij speelde totaal tien wedstrijden voor Jong Oranje.
| Interlands van Nigel de Jong voor Jong Oranje | Interlands van Nigel de Jong voor Jong Oranje | Interlands van Nigel de Jong voor Jong Oranje | Interlands van Nigel de Jong voor Jong Oranje | Interlands van Nigel de Jong voor Jong Oranje | Interlands van Nigel de Jong voor Jong Oranje |
| №                                             | Datum                                         | Wedstrijd                                     | Uitslag                                       | Soort Wedstrijd                               | Doelpunten                                    |
| Als speler bij Ajax                           | Als speler bij Ajax                           | Als speler bij Ajax                           | Als speler bij Ajax                           | Als speler bij Ajax                           | Als speler bij Ajax                           |
| --------------------------------------------- | --------------------------------------------- | --------------------------------------------- | --------------------------------------------- | --------------------------------------------- | --------------------------------------------- |
| 1.                                            | 19 november 2002                              | Duitsland – Nederland                         | 4 – 1                                         | Vriendschappelijk                             |                                               |
| 2.                                            | 12 februari 2003                              | Nederland – Zuid-Korea                        | 0 – 1                                         | Vriendschappelijk                             |                                               |
| 3.                                            | 28 maart 2003                                 | Nederland – Tsjechië                          | 0 – 3                                         | EK-kwalificatie 2002                          |                                               |
| 4.                                            | 2 april 2003                                  | Moldavië – Nederland                          | 2 – 2                                         | EK-kwalificatie 2002                          |                                               |
| 5.                                            | 6 juni 2003                                   | Wit-Rusland – Nederland                       | 2 – 1                                         | EK-kwalificatie 2002                          |                                               |
| 6.                                            | 5 september 2003                              | Nederland – Oostenrijk                        | 0 – 0                                         | EK-kwalificatie 2002                          |                                               |
| 7.                                            | 9 september 2003                              | Tsjechië – Nederland                          | 1 – 2                                         | EK-kwalificatie 2002                          |                                               |
| 8.                                            | 28 mei 2004                                   | Nederland – België                            | 2 – 1                                         | Vriendschappelijk                             |                                               |
| 9.                                            | 25 maart 2005                                 | Roemenië – Nederland                          | 2 – 0                                         | EK-kwalificatie 2006                          |                                               |
| 10.                                           | 29 maart 2005                                 | Nederland – Armenië                           | 0 – 0                                         | EK-kwalificatie 2006                          |                                               |

### Nederlands elftal
In maart 2004 werd De Jong door de toenmalige bondscoach Dick Advocaat voor het eerst opgeroepen voor het Nederlands Elftal. Hij maakte zijn debuut 31 maart 2004 in een vriendschappelijke interland tegen Frankrijk. Hij verving Rafael van der Vaart in de 67e minuut. Hij werd daarmee de zevende Oranje-international in de geschiedenis wiens vader ook in het Nederlands elftal speelde. Op 6 juni 2009 maakte De Jong zijn eerst en tot op heden enige doelpunt voor Oranje. In een WK-kwalificatiewedstrijd tegen IJsland opende hij in de negende minuut de score.
Tijdens een vriendschappelijke wedstrijd tegen de Verenigde Staten in voorbereiding op het WK op 3 maart 2010 brak De Jong het been van de Amerikaanse speler Stuart Holden. Op het Wereldkampioenschap voetbal 2010 speelde De Jong in het Nederlands Elftal en werd met zijn land tweede. De Jong kwam enkele keren negatief in het nieuws door zijn harde spel. In de finale plantte De Jong zijn voet op de borst van Xabi Alonso, tijdens een luchtduel. Hij kreeg hiervoor echter geen rode kaart van scheidsrechter Howard Webb.
In een groot afscheidsinterview met het voetbalblad FourFourTwo keek Alonso in juni 2017 met afgrijzen terug op die finale en de bewuste doodschop. 

Ik lag op de grond en had geen idee wat er was gebeurd. Ik had een enorme pijn op mijn borst. Heel mijn lichaam trilde. Het voelde alsof mijn lichaam even doormidden was gescheurd en daarna niet meer goed op zijn plaats was gekomen. Op mijn borst stond een afdruk van een paar noppen. Dat was het.

Na een overtreding in de wedstrijd tussen Manchester City en Newcastle United op 3 oktober 2010 op Hatem Ben Arfa, die hierbij zijn linkerscheen- en kuitbeen brak, besloot bondscoach Bert van Marwijk om De Jong uit de selectie te zetten van het Nederlands Elftal. Begin november liet Van Marwijk weten dat De Jong vanaf februari 2011 weer terug zou zijn in het Nederlands elftal. Begin 2011 werd hij ook daadwerkelijk opgenomen in de voorselectie van Oranje voor een interland tegen Oostenrijk.
Vanaf eind 2012 was Nigel de Jong lang afwezig bij het nationale elftal. Zijn afwezigheid sindsdien kwam voornamelijk voort uit een in december opgelopen blessure aan zijn achillespees. Aan het begin van het seizoen 2013/14 was hij echter weer fit en zei hij ervan verzekerd te zijn dat bondscoach Louis van Gaal kennis heeft van zijn kwaliteiten. Op 25 september 2013 nam Van Gaal Nigel de Jong op in de 25-koppige voorselectie voor de uit te spelen wedstrijden in het kwalificatietoernooi voor het wereldkampioenschap voetbal 2014 tegen Hongarije en Turkije. Hij behoorde tot de definitieve WK-selectie, die Van Gaal op 31 mei bekendmaakte. De Jong was basisspeler in alle drie de poulewedstrijden op het toernooi. Dat was ook het geval in de achtste finale tegen Mexico, maar hierin verliet hij in de negende minuut het veld met een blessure. Uit een MRI-scan bleek dat De Jong een scheurtje had in zijn lies en dat zijn toernooi daardoor voorbij leek. Tijdens de halve finale tegen Argentinië stond De Jong echter weer in het basiselftal en speelde hij een uur mee.
| Interlands van Nigel de Jong voor Nederland | Interlands van Nigel de Jong voor Nederland | Interlands van Nigel de Jong voor Nederland | Interlands van Nigel de Jong voor Nederland | Interlands van Nigel de Jong voor Nederland | Interlands van Nigel de Jong voor Nederland | Interlands van Nigel de Jong voor Nederland |
| №                                           | Datum                                       | Wedstrijd                                   | Uitslag                                     | Competitie                                  | Goals                                       |                                             |
| Als speler van Ajax                         | Als speler van Ajax                         | Als speler van Ajax                         | Als speler van Ajax                         | Als speler van Ajax                         | Als speler van Ajax                         | Als speler van Ajax                         |
| ------------------------------------------- | ------------------------------------------- | ------------------------------------------- | ------------------------------------------- | ------------------------------------------- | ------------------------------------------- | ------------------------------------------- |
| 1.                                          | 31 maart 2004                               | Nederland – Frankrijk                       | 0 – 0                                       | Vriendschappelijk                           | 0                                           |                                             |
| 2.                                          | 18 augustus 2004                            | Zweden – Nederland                          | 2 – 2                                       | Vriendschappelijk                           | 0                                           |                                             |
| 3.                                          | 8 september 2004                            | Nederland – Tsjechië                        | 2 – 0                                       | Kwalificatie WK 2006                        | 0                                           |                                             |
| 4.                                          | 9 oktober 2004                              | Macedonië – Nederland                       | 2 – 2                                       | Kwalificatie WK 2006                        | 0                                           |                                             |
| 5.                                          | 13 oktober 2004                             | Nederland – Finland                         | 3 – 1                                       | Kwalificatie WK 2006                        | 0                                           |                                             |
| 6.                                          | 4 juni 2005                                 | Nederland – Roemenië                        | 2 – 0                                       | Kwalificatie WK 2006                        | 0                                           |                                             |
| 7.                                          | 8 juni 2005                                 | Finland – Nederland                         | 0 – 4                                       | Kwalificatie WK 2006                        | 0                                           |                                             |
| 8.                                          | 8 oktober 2005                              | Tsjechië – Nederland                        | 0 – 2                                       | Kwalificatie WK 2006                        | 0                                           |                                             |
| 9.                                          | 12 oktober 2005                             | Nederland – Macedonië                       | 0 – 0                                       | Kwalificatie WK 2006                        | 0                                           |                                             |
| 10.                                         | 12 november 2005                            | Nederland – Italië                          | 1 – 3                                       | Vriendschappelijk                           | 0                                           |                                             |
| Als speler van Hamburger SV                 |                                             |                                             |                                             |                                             |                                             |                                             |
| 11.                                         | 16 augustus 2006                            | Ierland – Nederland                         | 0 – 4                                       | Vriendschappelijk                           | 0                                           |                                             |
| 12.                                         | 6 september 2006                            | Nederland – Wit-Rusland                     | 3 – 0                                       | Kwalificatie EK 2008                        | 0                                           |                                             |
| 13.                                         | 7 oktober 2006                              | Bulgarije – Nederland                       | 1 – 1                                       | Kwalificatie EK 2008                        | 0                                           |                                             |
| 14.                                         | 11 oktober 2006                             | Nederland – Albanië                         | 2 – 1                                       | Kwalificatie EK 2008                        | 0                                           |                                             |
| 15.                                         | 7 februari 2007                             | Nederland – Rusland                         | 4 – 1                                       | Vriendschappelijk                           | 0                                           |                                             |
| 16.                                         | 2 juni 2007                                 | Zuid-Korea – Nederland                      | 0 – 2                                       | Vriendschappelijk                           | 0                                           |                                             |
| 17.                                         | 6 juni 2007                                 | Thailand – Nederland                        | 1 – 3                                       | Vriendschappelijk                           | 0                                           |                                             |
| 18.                                         | 8 september 2007                            | Nederland – Bulgarije                       | 2 – 0                                       | Kwalificatie EK 2008                        | 0                                           |                                             |
| 19.                                         | 21 november 2007                            | Wit-Rusland – Nederland                     | 2 – 1                                       | Kwalificatie EK 2008                        | 0                                           |                                             |
| 20.                                         | 6 februari 2008                             | Kroatië – Nederland                         | 0 – 3                                       | Vriendschappelijk                           | 0                                           |                                             |
| 21.                                         | 24 mei 2008                                 | Nederland – Oekraïne                        | 3 – 0                                       | Vriendschappelijk                           | 0                                           |                                             |
| 22.                                         | 29 mei 2008                                 | Nederland – Denemarken                      | 1 – 1                                       | Vriendschappelijk                           | 0                                           |                                             |
| 23.                                         | 1 juni 2008                                 | Nederland – Wales                           | 2 – 0                                       | Vriendschappelijk                           | 0                                           |                                             |
| 24.                                         | 9 juni 2008                                 | Italië – Nederland                          | 0 – 3                                       | EK 2008                                     | 0                                           |                                             |
| 25.                                         | 13 juni 2008                                | Frankrijk – Nederland                       | 1 – 4                                       | EK 2008                                     | 0                                           |                                             |
| 26.                                         | 21 juni 2008                                | Nederland – Rusland                         | 1 – 3                                       | EK 2008                                     | 0                                           |                                             |
| 27.                                         | 20 augustus 2008                            | Rusland – Nederland                         | 1 – 1                                       | Vriendschappelijk                           | 0                                           |                                             |
| 28.                                         | 6 september 2008                            | Nederland – Australië                       | 1 – 2                                       | Vriendschappelijk                           | 0                                           |                                             |
| 29.                                         | 10 september 2008                           | Macedonië – Nederland                       | 1 – 2                                       | Kwalificatie WK 2010                        | 0                                           |                                             |
| 30.                                         | 11 oktober 2008                             | Nederland – IJsland                         | 2 – 0                                       | Kwalificatie WK 2010                        | 0                                           |                                             |
| Als speler van Manchester City              |                                             |                                             |                                             |                                             |                                             |                                             |
| 31.                                         | 11 februari 2009                            | Tunesië – Nederland                         | 1 – 1                                       | Vriendschappelijk                           | 0                                           |                                             |
| 32.                                         | 28 maart 2009                               | Nederland – Schotland                       | 3 – 0                                       | Kwalificatie WK 2010                        | 0                                           |                                             |
| 33.                                         | 1 april 2009                                | Nederland – Macedonië                       | 4 – 0                                       | Kwalificatie WK 2010                        | 0                                           |                                             |
| 34.                                         | 6 juni 2009                                 | IJsland – Nederland                         | 1 – 2                                       | Kwalificatie WK 2010                        | 1                                           |                                             |
| 35.                                         | 12 augustus 2009                            | Nederland – Engeland                        | 2 – 2                                       | Vriendschappelijk                           | 0                                           |                                             |
| 36.                                         | 5 september 2009                            | Nederland – Japan                           | 3 – 0                                       | Vriendschappelijk                           | 0                                           |                                             |
| 37.                                         | 9 september 2009                            | Schotland – Nederland                       | 0 – 1                                       | Kwalificatie WK 2010                        | 0                                           |                                             |
| 38.                                         | 14 november 2009                            | Italië – Nederland                          | 0 – 0                                       | Vriendschappelijk                           | 0                                           |                                             |
| 39.                                         | 18 november 2009                            | Nederland – Paraguay                        | 0 – 0                                       | Vriendschappelijk                           | 0                                           |                                             |
| 40.                                         | 3 maart 2010                                | Nederland – Verenigde Staten                | 2 – 1                                       | Vriendschappelijk                           | 0                                           |                                             |
| 41.                                         | 1 juni 2010                                 | Nederland – Ghana                           | 4 – 1                                       | Vriendschappelijk                           | 0                                           |                                             |
| 42.                                         | 5 juni 2010                                 | Nederland – Hongarije                       | 6 – 1                                       | Vriendschappelijk                           | 0                                           |                                             |
| 43.                                         | 14 juni 2010                                | Denemarken – Nederland                      | 0 – 2                                       | WK 2010                                     | 0                                           |                                             |
| 44.                                         | 19 juni 2010                                | Japan – Nederland                           | 0 – 1                                       | WK 2010                                     | 0                                           |                                             |
| 45.                                         | 24 juni 2010                                | Kameroen – Nederland                        | 1 – 2                                       | WK 2010                                     | 0                                           |                                             |
| 46.                                         | 28 juni 2010                                | Nederland – Slowakije                       | 2 – 1                                       | WK 2010                                     | 0                                           |                                             |
| 47.                                         | 2 juli 2010                                 | Brazilië – Nederland                        | 1 – 2                                       | WK 2010                                     | 0                                           |                                             |
| 48.                                         | 11 juli 2010                                | Nederland – Spanje                          | 0 – 1                                       | WK 2010                                     | 0                                           |                                             |
| 49.                                         | 3 september 2010                            | San Marino – Nederland                      | 0 – 5                                       | Kwalificatie EK 2012                        | 0                                           |                                             |
| 50.                                         | 7 september 2010                            | Nederland – Finland                         | 2 – 1                                       | Kwalificatie EK 2012                        | 0                                           |                                             |
| 51.                                         | 25 maart 2011                               | Hongarije – Nederland                       | 0 – 4                                       | Kwalificatie EK 2012                        | 0                                           |                                             |
| 52.                                         | 29 maart 2011                               | Nederland – Hongarije                       | 5 – 3                                       | Kwalificatie EK 2012                        | 0                                           |                                             |
| 53.                                         | 4 juni 2011                                 | Brazilië – Nederland                        | 0 – 0                                       | Vriendschappelijk                           | 0                                           |                                             |
| 54.                                         | 8 juni 2011                                 | Uruguay – Nederland                         | 1 – 1 (4 – 3 n.s.)                          | Copa Confraternidad                         | 0                                           |                                             |
| 55.                                         | 11 november 2011                            | Nederland – Zwitserland                     | 0 – 0                                       | Vriendschappelijk                           | 0                                           |                                             |
| 56.                                         | 15 november 2011                            | Duitsland – Nederland                       | 3 – 0                                       | Vriendschappelijk                           | 0                                           |                                             |
| 57.                                         | 29 februari 2012                            | Engeland – Nederland                        | 2 – 3                                       | Vriendschappelijk                           | 0                                           |                                             |
| 58.                                         | 26 mei 2012                                 | Nederland – Bulgarije                       | 1 – 2                                       | Vriendschappelijk                           | 0                                           |                                             |
| 59.                                         | 30 mei 2012                                 | Nederland – Slowakije                       | 2 – 0                                       | Vriendschappelijk                           | 0                                           |                                             |
| 60.                                         | 2 juni 2012                                 | Nederland – Noord-Ierland                   | 6 – 0                                       | Vriendschappelijk                           | 0                                           |                                             |
| 61.                                         | 9 juni 2012                                 | Denemarken – Nederland                      | 1 – 0                                       | EK 2012                                     | 0                                           |                                             |
| 62.                                         | 13 juni 2012                                | Duitsland – Nederland                       | 2 – 1                                       | EK 2012                                     | 0                                           |                                             |
| 63.                                         | 17 juni 2012                                | Nederland – Portugal                        | 1 – 2                                       | EK 2012                                     | 0                                           |                                             |
| 64.                                         | 15 augustus 2012                            | België – Nederland                          | 4 – 2                                       | Vriendschappelijk                           | 0                                           |                                             |
| Als speler van AC Milan                     |                                             |                                             |                                             |                                             |                                             |                                             |
| 65.                                         | 12 oktober 2012                             | Nederland – Andorra                         | 3 – 0                                       | Kwalificatie WK 2014                        | 0                                           |                                             |
| 66.                                         | 16 oktober 2012                             | Roemenië – Nederland                        | 1 – 4                                       | Kwalificatie WK 2014                        | 0                                           |                                             |
| 67.                                         | 14 november 2012                            | Nederland – Duitsland                       | 0 – 0                                       | Vriendschappelijk                           | 0                                           |                                             |
| 68.                                         | 11 oktober 2013                             | Nederland – Hongarije                       | 8 – 1                                       | WK-kwalificatie                             | 0                                           |                                             |
| 69.                                         | 16 november 2013                            | Japan – Nederland                           | 2 – 2                                       | Vriendschappelijk                           | 0                                           |                                             |
| 70.                                         | 31 mei 2014                                 | Nederland – Ghana                           | 1 – 0                                       | Vriendschappelijk                           | 0                                           |                                             |
| 71.                                         | 4 juni 2014                                 | Nederland – Wales                           | 2 – 0                                       | Vriendschappelijk                           | 0                                           |                                             |
| 72.                                         | 14 juni 2014                                | Spanje – Nederland                          | 1 – 5                                       | WK 2014 groepsfase                          | 0                                           |                                             |
| 73.                                         | 18 juni 2014                                | Australië – Nederland                       | 2 – 3                                       | WK 2014 groepsfase                          | 0                                           |                                             |
| 74.                                         | 23 juni 2014                                | Nederland – Chili                           | 2 – 0                                       | WK 2014 groepsfase                          | 0                                           |                                             |
| 75.                                         | 29 juni 2014                                | Nederland – Mexico                          | 2 – 1                                       | WK 2014 achtste finale                      | 0                                           |                                             |
| 76.                                         | 9 juli 2014                                 | Nederland – Argentinië                      | 0 – 0 (2 – 4 wns)                           | WK 2014 halve finale                        | 0                                           |                                             |
| 77.                                         | 4 september 2014                            | Italië – Nederland                          | 2 – 0                                       | Vriendschappelijk                           | 0                                           |                                             |
| 78.                                         | 9 september 2014                            | Tsjechië – Nederland                        | 2 – 1                                       | Kwalificatie EK 2016                        | 0                                           |                                             |
| 79.                                         | 10 oktober 2014                             | Nederland – Kazachstan                      | 3 – 1                                       | Kwalificatie EK 2016                        | 0                                           |                                             |
| 80.                                         | 13 oktober 2014                             | IJsland – Nederland                         | 2 – 0                                       | Kwalificatie EK 2016                        | 0                                           |                                             |
| 81.                                         | 28 maart 2015                               | Nederland – Turkije                         | 1 – 1                                       | Kwalificatie EK 2016                        | 0                                           |                                             |

Bijgewerkt op 28 maart 2015

## Erelijst
| Competitie           |        |         |      |      |
| Competitie           | Aantal | Jaren   |      |      |
| Ajax                 | Ajax   | Ajax    | Ajax | Ajax |
| -------------------- | ------ | ------- | ---- | ---- |
| Eredivisie           | 1x     | 2003/04 |      |      |
| Johan Cruijff Schaal | 1x     | 2005    |      |      |
| Manchester City      |        |         |      |      |
| Premier League       | 1x     | 2011/12 |      |      |
| FA Cup               | 1x     | 2010/11 |      |      |
| FA Community Shield  | 1x     | 2012    |      |      |

| Competitie                  | Winnaar   | Winnaar   | Runner-up | Runner-up | Derde     | Derde     |
| Competitie                  | Aantal    | Jaren     | Aantal    | Jaren     | Aantal    | Jaren     |
| Nederland                   | Nederland | Nederland | Nederland | Nederland | Nederland | Nederland |
| --------------------------- | --------- | --------- | --------- | --------- | --------- | --------- |
| Wereldkampioenschap voetbal |           |           | 1x        | 2010      | 1x        | 2014      |

## Televisiecarrière
Na afloop van zijn carrière als voetballer ging De Jong als analist aan de slag in Qatar, Engeland en Nederland, onder andere bij Viaplay.

## Bestuurlijke carrière
Sinds januari 2023 is De Jong directeur Topvoetbal bij de KNVB. Hij is dan ook al bezig met de UEFA-managementopleiding Executive Master for International Players (MIP).

## Persoonlijk
De Jong is een zoon van de Surinaams-Nederlandse oud-profvoetballer Jerry de Jong. In zijn jeugd begon De Jong aan het gymnasium, maar behaalde hij zijn diploma op het HAVO. De Jong woont samen met zijn vriendin en heeft twee kinderen. Op 10 juli 2005 werd er in het stadsdeel Geuzenveld-Slotermeer in Amsterdam een plein naar Nigel de Jong vernoemd.